# گوزوو-کولونگا
گوزوو-کولونگا (به لاتین: Guzów-Kolonia) یک روستا در لهستان است که در گمینا اورونگسکو واقع شده‌است.